# Salix tarraconensis
Salix tarraconensis é uma espécie de salgueiro ameaçado na família Salicaceae. É endémica da Espanha, onde cresce em amontoados de fragmentos de pedras subalpinas em altitudes de 500-1400 metros em Tarragona e Castellón.
É um pequeno arbusto caducifólia crescendo até 1 m de altura. As folhas são alternadas, com 5 a 15 mm de comprimento e com 2 a 5 mm de largura.